# Andrew Fraser
Alexander Andrew Macdonell Fraser, baron Fraser de Corriegarth (2 décembre 1946 - 6 février 2021) est trésorier du Parti conservateur du Royaume-Uni et membre de la Chambre des lords. Il est décrit comme un « agent de change » ou un « banquier d'investissement » ,.

## Éducation et carrière
Fraser est le fils de Mary Ursula Cynthia Gwendolen (Macdonnell) et de Ian Fraser, baron Fraser de Tullybelton, un éminent avocat écossais qui devient plus tard un Lord Law. Il fait ses études au Collège d'Eton et au Collège de rue John, Oxford où il étudie la Philosophie, la Politique et l'Économie ,. Après l'obtention de son diplôme, il occupe divers emplois dans le secteur financier.  
Il est PDG de Baring Securities au Royaume-Uni , président d'EPL - Equity Partners Ltd., une banque d'investissement bangladaise devenue BRAC EPL après son rachat par BRAC Bank, président de Bridge Securities, une société coréenne, directeur d'Asia Frontier Capital et des fonds associés AFC Umbrella Fund et AFC Umbrella Fund (Non-US), une société de gestion de fonds basée à Hong Kong.
Fraser est également responsable des actions à la Barings Bank en 1995, lorsqu'elle s'effondre après des pertes de 827 millions de livres sterling résultant de mauvais investissements spéculatifs effectués par Nick Leeson .
Il est nommé pair à vie en 2016 dans le cadre de la liste des honneurs de démission de David Cameron. Le 31 août 2016, il est créé baron Fraser de Corriegarth, de Corriegarth dans le comté d'Inverness. Il est marié à Rebecca (née Shaw-Mackenzie, anciennement Ramsay), ils ont deux filles et trois fils entre eux, et partagent leur temps entre Londres et les Highlands, d'où son titre dérive.
Il est décédé le 6 février 2021, d'une tumeur au cerveau, à l'âge de 74 ans ,.
Fraser est décrit par The Guardian comme un « donateur majeur » du parti conservateur . Il est également le deuxième plus grand donateur de Better Together, donnant 200 000 £ à la campagne pour le non lors du référendum sur l'indépendance de l'Écosse en 2014 .